# Dankov
Dankov (en ruso: Данков) es una ciudad del óblast de Lípetsk, en Rusia, centro administrativo del rayón de Dankov. Está situada a orillas del Don, a 76 km (86 km por carretera) de la capital del óblast, Lípetsk. Su población alcanzaba los 22.207 habitantes en 2009.

## Historia
La fortaleza de Dankov fue fundada por los príncipes de Riazán a finales del siglo XIV, en la orilla izquierda del Don, cogiendo el nombre del río. La localidad fue destruida por los tártaros de Crimea en 1568. Estaba a unos 34 km de la ciudad moderna. Es edificada de nuevo en un lugar mejor defendido, y se vuelve a trasladar en 1618. Como Dankov estaba en ese tiempo en la región fronteriza meridional de Rusia, funcionaba como puesto fronterizo. Con la extensión del Imperio, la localidad perdió importancia, convirtiéndose en un asentamiento provincial eminentemente agrícola. Sólo con la reorganización regional a finales del siglo XVIII recibió Dankow el estado de ciudad en el año 1778. 
En el siglo XVIII, su nombre evoluciona de Donkov a Dankov. En 1765, Catalina II le otorga el estatus de ciudad, que perderá de 1796 a 1804, y posteriormente entre 1924 y 1959. En 1791, tras una conflagración, se amplió la superficie de la ciudad, que se enriqueció, como demuestran algunas iglesias de piedra y edificaciones lujosas de esta época. 
En el siglo XIX, la ciudad cobró una mayor importancia como productora y centro comercial de productos agrícolas, ante todo grano. A finales del XIX y principios del siglo XX, se implantaron en la ciudad varias pequeñas empresas industriales, llegando en 1890 el ferrocarril a la localidad.
Tras la Revolución de Octubre, Dankov perdió su significado en el comercio, lo que conduciría al revoque de la condición de ciudad. No obstante, se construyó en 1940 una fábrica química, con lo que volvió a incrementarse el volumen comercial de la ciudad, que recuperó el estatus perdido.

## Demografía
| 1897  | 1939   | 1959   | 1970   | 1979   | 1989   | 2002   | 2008   |
| ----- | ------ | ------ | ------ | ------ | ------ | ------ | ------ |
| 9 100 | 12 700 | 20 000 | 23 200 | 24 659 | 24 800 | 23 249 | 22 323 |

## Economía y transporte
La compañía industrial más importante de Dankov es la fábrica química fundada en 1940, aunque existen en la ciudad otras compañías dedicadas a la industria ligera y alimentaria. En los alrededores de la ciudad hay una planta de procesado de dolomita. En cuanto al resto de la vida económica, la agricultura predomina el rayón de Dankov.
La ciudad cuenta con una estación de ferrocarril, con conexión directa, entre otras, con la Terminal Paveletski de Moscú. 

## Lugares de interés
El museo de historia local de Dankov está emplazado en el edificio de una iglesia de 1790. En Balovnevo, a unos diez kilómetros encontramos la iglesia de Vladímir de 1799. Unos 20 km al este de Dankov está la estación de ferrocarril de Astápovo, el lugar donde murió León Tolstói.

## Personalidades
- Irina Rakobólskaya (1919-2016), física
- Alekséi Lébedev (1924–1993), músico.
- Anatoli Soloviov (1922–2000), actor.

## Galería

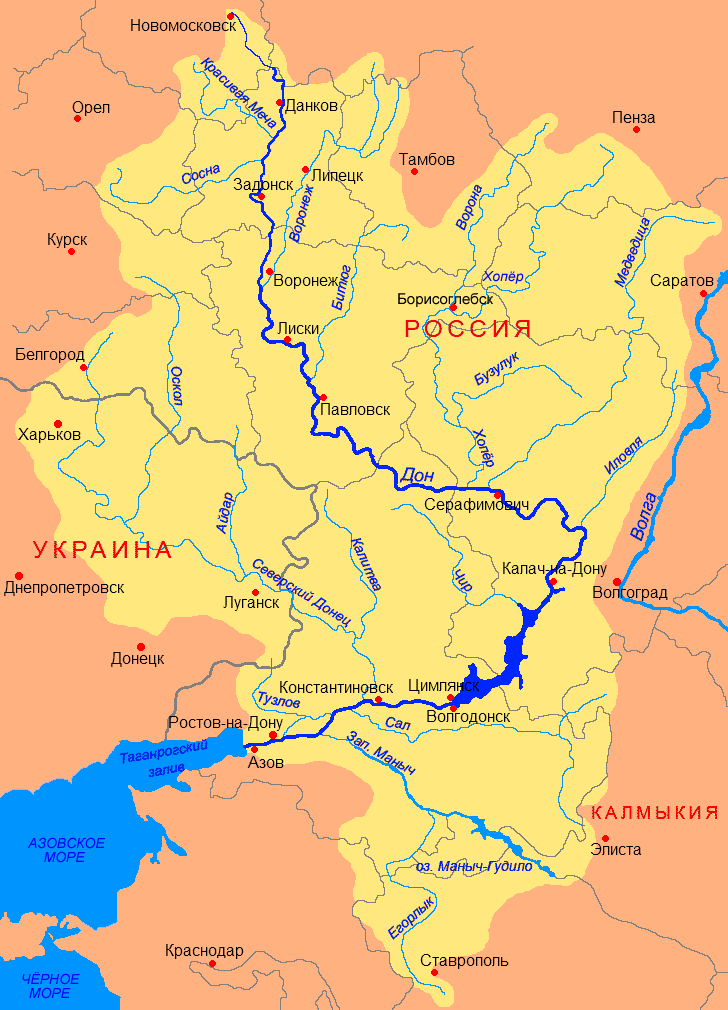
Dankov (Данков) en mapa del río Don
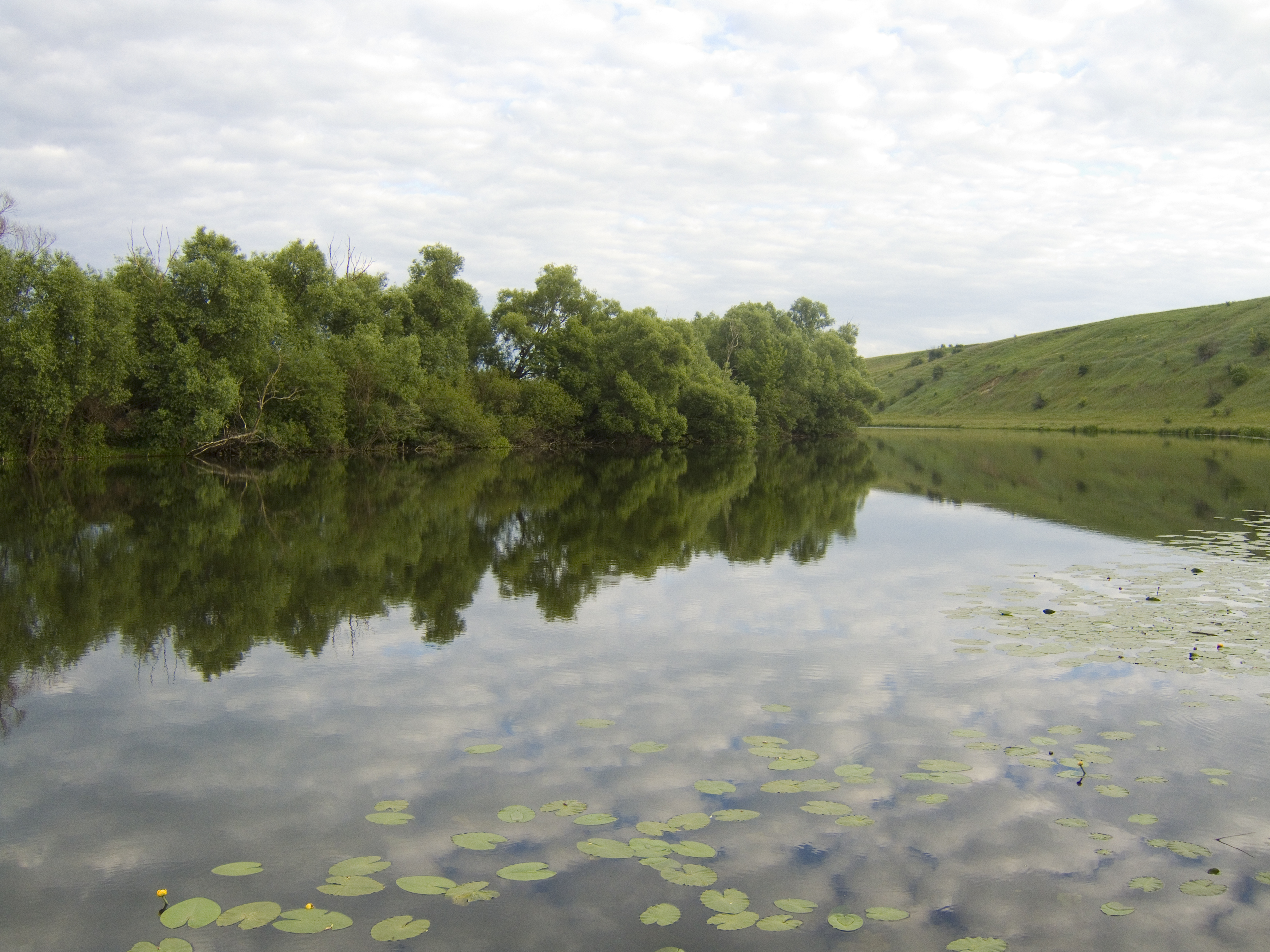
El Don cerca de Dankov
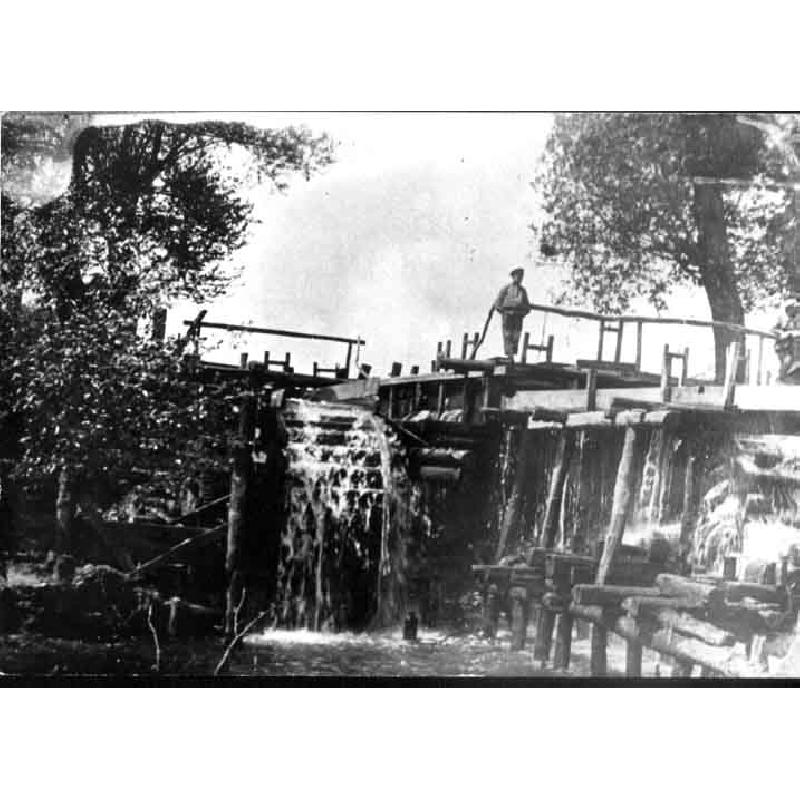
Molino a principios del siglo XX
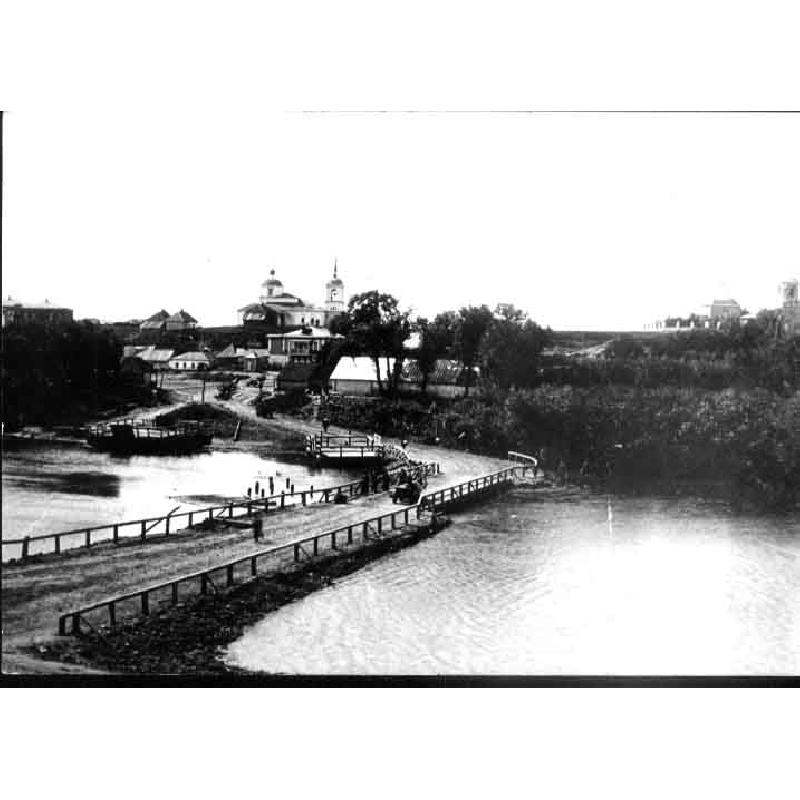
Puente, principios del siglo XX
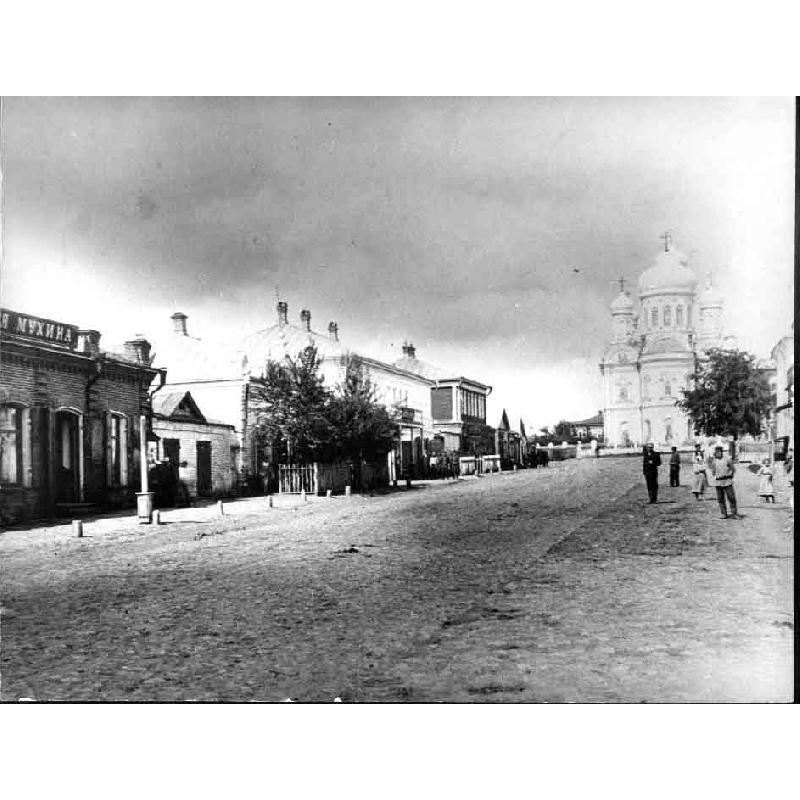
Camino a la catedral, principios de siglo XX
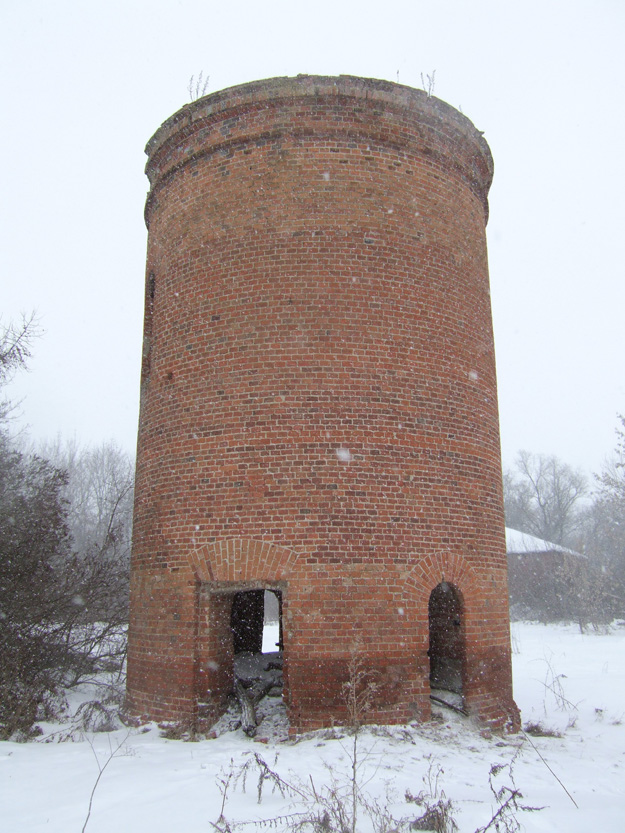
Torre del agua cerca del Don, en el rayón de Dankov
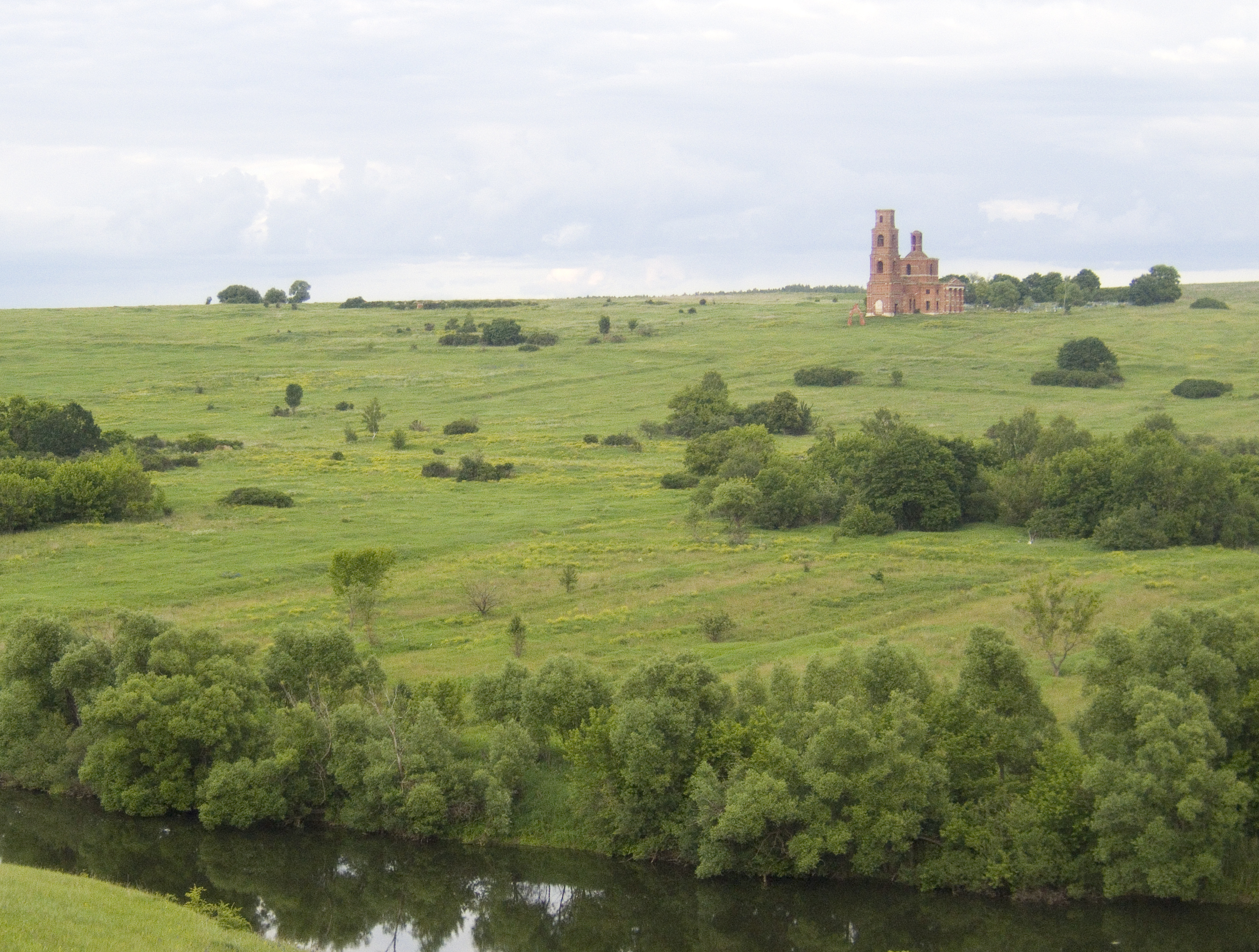
El río Don y la iglesia del siglo XVIII de Stréshnevo, en el rayón de Dankov
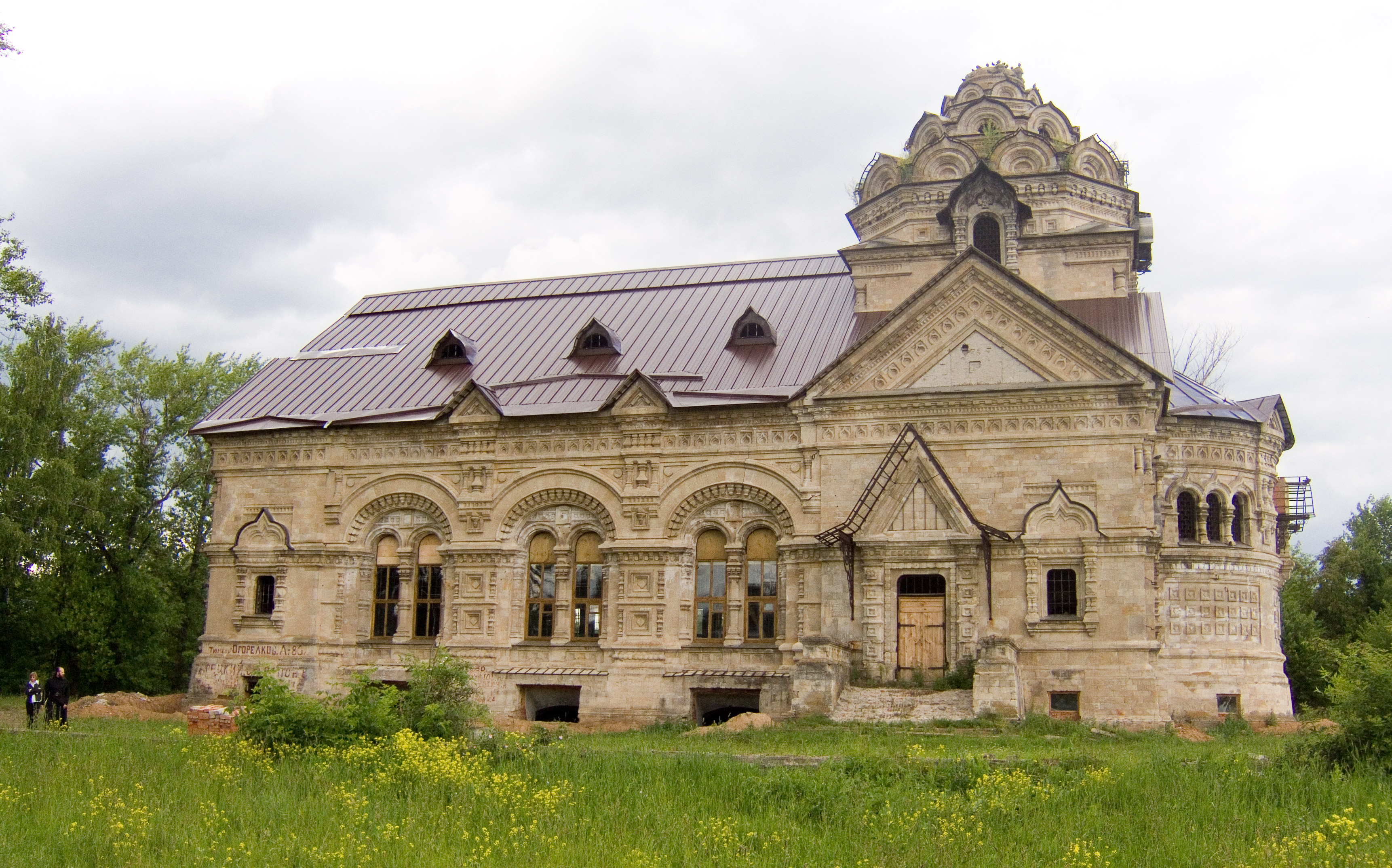
Iglesia de Dmitri Solunski, de 1910, cerca de Dankov